# Мюрисеп, Василий Александрович
Василий Александрович Мю́рисеп (1910 — 1995) — главный технолог Горьковского авиастроительного завода имени С. Орджоникидзе (ныне ОАО "НАЗ «Сокол»).

## Биография
Родился 1 сентября 1910 года в Красноярске в семье выходцев с острова Сааремаа. Эстонец. Брат — Мюрисепп, Алексей Александрович (1902—1970), советский государственный деятель, председатель СМ ЭССР (1951—1961), председатель Президиума ВС ЭССР (1961—1970).
С 1929 года обучался на авиационном отделении Восточно-Сибирского индустриального политехникума, через год был переведен в Нижегородский авиационный техникум, который окончил в 1932 году. В том же году стал работать на авиастроительном заводе в Нижнем Новгороде.
Прошёл путь от конструктора по проектированию технологической оснастки до главного технолога завода. В годы Великой Отечественной войны внёс весомый вклад в разработку и внедрение передовых технологий и организацию крупносерийного производства истребителей ЛаГГ-3, Ла-5 и Ла-7.
Работал с выдающимися советскими авиаконструкторами Н. Н. Поликарповым, С. А. Лавочкиным, А. И. Микояном, Р. А. Беляковым.
Был в числе создателей уникальной организационно-технологической разработки в масштабе мирового авиастроения, позволившей в годы Великой Отечественной войны обеспечить поточный выпуск прославленных истребителей Ла-5. Он руководил работами по созданию оригинальных технологий по успешному выпуску серий самолетов рекордных характеристик семейства МиГ.
В 1985 году вышел на пенсию.
Умер 22 октября 1995 года в Нижнем Новгороде. Похоронен на Ново-Сормовском кладбище.

## Награды и премии
- Сталинская премия третьей степени (1946) — за коренное усовершенствование технологии и организации высокопроизводительного поточного метода производства самолётов, обеспечившие значительное повышение производительности труда на самолётостроительных заводах и увеличение выпуска самолётов
- медаль Серп и Молот (1971)
- два ордена Ленина (1966 и 1971)
- два ордена «Знак Почёта»
- медали

## Память
- В 2005 году на доме, где проживал В. А. Мюрисеп установлена мемориальная доска.